# Freie-Partie-Europameisterschaft 1957/1

Veranstaltungsort: Antwerpen

Die Freie-Partie-Europameisterschaft 1957/1 war das 8. Turnier in dieser Disziplin des Karambolagebillards und fand vom 5. bis zum 8. April 1957 in Antwerpen statt. Es war die erste Freie-Partie-Europameisterschaft in Belgien.

## Geschichte
Nach diversen Problemen der Union Internationale des Fédérations des Amateurs de Billard (UIFAB) kam es 1956 zur Spaltung der Verbände in Europa. Diese führten zur Gründung der Fédération International de Billard (FIB), die diese Meisterschaft ausrichtete. In der damaligen Karambolagemetropole der Welt in Antwerpen kam es zu einem denkwürdigen Turnier. Der heimische Joseph Vervest zeigte Leistungen, die es vorher noch nie gab. Mit 207,18  verbesserte er den GD-Europarerod deutlich. Auch der Zweite, der Niederländer Cees van Oosterhout blieb noch über dem alten Rekord. den Clement van Hassel im letzten Jahr erzielt hatte. Auch der Turnierdurchschnitt wurde bisher noch nicht erreicht.

## Modus
Gespielt wurde in einer Finalrunde „Jeder gegen Jeden“ bis 500 Punkte. Es wurden prolongierte Serien gewertet.
1. MP = Matchpunkte
2. GD = Generaldurchschnitt
3. HS = Höchstserie

## Finalrunde
| MP    | Match Points (Sieger = 2; Unentschieden = 1; Verlierer = 0) |
| Pkte. | Erzielte Karambolagen                                       |
| Aufn. | Benötigte Versuche                                          |
| GD    | Generaldurchschnitt                                         |
| BED   | Bester Einzeldurchschnitt eines Spielers                    |
| HS    | Höchstserie                                                 |
|       | Bester GD des Turniers                                      |
|       | Bester ED des Turniers                                      |
|       | Beste HS des Turniers                                       |
|       | 1. Platz (Gold)                                             |
|       | 2. Platz (Silber)                                           |
|       | 3. Platz (Bronze)                                           |

| Platz                      | Name                | MP   | Pkte | Aufn. | GD     | BED    | HS   |
| -------------------------- | ------------------- | ---- | ---- | ----- | ------ | ------ | ---- |
| 1                          | Joseph Vervest      | 12:2 | 3315 | 16    | 207,18 | 500,00 | 1000 |
| 2                          | Cees van Oosterhout | 10:2 | 3376 | 29    | 116,41 | 250,00 | 406  |
| 3                          | Henk Scholte        | 10:4 | 3041 | 41    | 74,17  | 166,66 | 466  |
| 4                          | Clement van Hassel  | 7:7  | 2199 | 41    | 53,63  | 250,00 | 500  |
| 5                          | Joseph van Schoor   | 7:7  | 2143 | 42    | 51,02  | 100,00 | 425  |
| 6                          | Kees de Ruijter     | 4:10 | 1380 | 25    | 55,20  | 166,66 | 500  |
| 7                          | Siegfried Spielmann | 4:10 | 1910 | 49    | 38,97  | 83,33  | 467  |
| 8                          | Norbert Witte       | 2:12 | 831  | 33    | 25,18  | 71,42  | 227  |
| Turnierdurchschnitt: 65,92 |                     |      |      |       |        |        |      |